# Řehoř Hrubý z Jelení
Řehoř Hrubý z Jelení (asi 1460 – 7. března 1514, Praha) byl český spisovatel, překladatel a humanista.

## Život
O jeho životě se ví velmi málo. Narodil se patrně kolem roku 1460. Poprvé je jméno Řehoře Hrubého z Jelení zmíněno v latinském listu Viktorina Kornela ze Všehrd z roku 1494. Pocházel z řad nižší šlechty a rovněž vlastnil statek kdesi na Lounsku. Řehoř Hrubý vyznával utrakvismus a oženil se s blíže neznámou katoličkou (později však konvertovala k utrakvismu), se kterou zplodil syna Zikmunda. Někdy na počátku 16. století odprodal nebo pronajal Řehoř svůj majetek na Lounsku a přemístil se do Prahy. Řehoř Hrubý zemřel zřejmě 7. března roku 1514, jak naznačuje Prokop Lupáč v Kalendáři historickém z roku 1584.

## Dílo
Svá díla psal Hrubý česky, čímž usiloval o pozdvižení české větve humanismu nad větev latinskou. Většina Hrubého prací se zachovala v rukopisech.
- Knihy dvoje o lékařství proti štěstí i neštěstí (1501) – jedná se o český překlad díla Francesca Petrarky, jež se jmenuje De remediis utriusque fortunae. Hrubý jako první přeložil tento spis do národního jazyka.[5]
- O přátelství a Paradoxa – český překlad Ciceronova dialogu[4]
- O neprávě uvěřeném a smyšleném Konstantinovu papeži nadání – český překlad spisu Lorenza Vally[4]
- O tom, že žádný nemóž uražen býti od jiného než sám od sebe (1501) – jde o český překlad knihy Jana Zlatoústého. Byl dokončen již v roce 1497, tiskem ovšem vyšel až roku 1501.[6][4]
- Chvála bláznovství (1512/1513) – jedná se o český překlad satiry Laus stultitiae, jejímž autorem je Erasmus Rotterdamský. Hrubý dílo údajně přeložil na přání některých jeho přátel a opět se stal prvním, kdo tuto satiru přeložil do národního jazyka. Překlad Hrubý doplnil svými komentáři, v nichž vyjadřuje obdiv k Erasmovi Rotterdamskému a nalézá i shodu v jeho postojích a názorech českých utrakvistů.[7][8]
- Napomenutí k Pražanům (1513) – skladba sepsaná na jaře roku 1513. Hrubý v ní vybízí pražský městský svaz, který se chystal k ozbrojenému střetu proti šlechtě, jakého polního hejtmana by si měl vyvolit a představuje, jakými vlastnostmi by měl vojevůdce oplývat. Zároveň v tomto díle však Hrubý uvádí, že je válka mezi křesťany nepřípustná.[9]

Dále se ještě Hrubý zasadil o překlady některých děl italského humanisty Giovanniho Pontana.

## Zajímavost
Jméno Řehoře Hrubého bylo umístěno pod okny Národního muzea v Praze spolu s mnoha dalšími, viz Dvaasedmdesát jmen české historie.